# Luciano Cecchinel
Luciano Cecchinel (Lago, 15 giugno 1947) è un poeta italiano.

## Biografia
Luciano Cecchinel è nato a Lago, una delle frazioni che compongono il comune prealpino di Revine Lago, nel 1947, figlio di Giuseppe («partigiano e democristiano», 1918-1987) e Annie Maldotti (nata nell'Ohio, 1922-2008). Laureatosi in Lettere moderne presso l'Università di Padova nel 1971, ha insegnato a lungo materie letterarie nella scuola media.
Alla fine degli anni sessanta si è impegnato politicamente e dal ’70 al ’75 è stato sindaco del suo comune, Revine-Lago; si è in seguito occupato di cooperative agricole.
Nel 1984 il poeta ha compiuto una significativa esperienza di viaggio negli Stati Uniti d'America, alla scoperta dei luoghi dell'infanzia della madre Annie, che si sarebbe replicata nel 1995 in un secondo viaggio oltreoceano, al fianco della figlia primogenita Silvia; nel 2001, a seguito di una grave malattia, la ragazza muore. A partire da questo tragico evento, il poeta decide di non concorrere più a premi letterari e, anzi, non gli è più «riuscito per molti anni di tentare la via della poesia. Tutte le raccolte pubblicate posteriormente a  quel periodo avevano avuto gestazione e impostazione precedenti. Anche perché da allora ogni possibile ispirazione veniva immediatamente sopraffatta dal pensiero di quel disastro».
Cecchinel aveva iniziato la pubblicazione delle sue opere con la raccolta di liriche dialettali Al tràgol jért nel 1988, con testi elaborati a partire dalla prima metà del decennio precedente; seguono Senċ (con una tempera di Giani Sartor) nel 1990 e Sanjut de stran (all'interno di «In forma di parole») nel 1998. Del 1997 è la plaquette Testamenti (con un disegno di Vittorio Schweiger). Nel 1999 viene pubblicata una riedizione riveduta e ampliata della prima opera Al tràgol jért con postfazione di Andrea Zanzotto, poeta col quale avrebbe stretto, nel tempo, un lungo sodalizio. Il poeta di Revine-Lago ha anche costruito parte della sua formazione letteraria sulle prime raccolte poetiche zanzottiane, particolarmente Dietro il paesaggio e Zanzotto l'ha in più occasioni designato quale «erede» poetico suo e della grande tradizione del Novecento veneto: malgrado Cecchinel, infatti, abbia «spesso declinato imbarazzato la designazione ad erede» – ricorda in un articolo Menniti-Ippolito – «con l'ironia che qualche volta tirava fuori, Zanzotto diceva che guardandosi intorno non vedeva altri».
Dopo questa serie di opere in dialetto revinese, Cecchinel ha pubblicato anche opere parzialmente o totalmente in lingua italiana: Lungo la traccia e Perché ancora / Pourquoi encore nel 2005 e Le voci di Bardiaga nel 2008. Del 2006 e del 2007 sono rispettivamente le plaquette Parole residue e Sul limite, del 2009 parlar cròt (parlare malato). Nel 2011 è infine uscito per Marsilio un nuovo volume di poesie dialettali dal titolo Sanjut de stran, con un'ampia e analitica prefazione di Cesare Segre, che colloca l'autore "al livello più alto della poesia", definendolo  "grande artista, ma anche grande artefice". Il critico definirà più avanti l'opera cecchineliana tra le poche fondamentali dell'attuale panorama letterario italiano.
Molti suoi testi poetici hanno avuto spazio su riviste come Diverse lingue, Pagine, In forma di parole, Annuario di Poesia, clanDestino, Atelier, Yale Italian Poetry, Poesia, Periferie, Po&sie, La Barque, Cartaditalia, Atlanta Rewiew e Il Portolano. Nel 2021 la rivista Finnegans gli dedica un numero monografico.
Ha pubblicato anche numerosi articoli e studi sul folclore e sulle culture subalterne.
Oltre a Zanzotto e Segre, sono molti i critici che si sono pronunciati sulle sue opere: Franco Brevini, Martin Rueff, Claude Mouchard, Francesco Piga, Franco Loi, Marco Munaro, Franco Trifuoggi, Maurizio Casagrande, Gian Mario Villalta, Davide Rondoni, Giovanni Turra, Fabio Zinelli, Isabella Panfido, Maurizio Cucchi, Niva Lorenzini, Rolando Damiani, Idolina Landolfi, Francesca Latini, Pasquale Di Palmo, Folco Portinari, Silvana Tamiozzo-Goldmann, Matteo Vercesi, Nelvia Di Monte, Matteo Giancotti, Clelia Martignoni, Giovanna Ioli, Anna De Simone, Tiziano Zanato, Francesco Carbognin, Edda Serra, Francesca Seaman, Filippo Secchieri, Roberto Nassi, Silvia De March, Sergio Frigo, Paolo Steffan, Elvira Fantin, Alessandro Scarsella, Giulio Scalessa, Massimo Fanfani, Pier Vincenzo Mengaldo, Rodolfo Zucco, Giorgio Agamben, Cesare De Michelis e Goffredo Fofi.
Nel 2012 – a seguito del convegno internazionale Luciano Cecchinel. Venti anni dopo l'«erta strada» tenutosi a Mestre il 24 settembre 2009 – è stata pubblicata presso Marsilio la raccolta di saggi La parola scoscesa. Poesia e paesaggi di Luciano Cecchinel, monografia curata da Scarsella, contenente tre testimonianze di Mario Rigoni Stern, Massimo Cacciari e Andrea Zanzotto, oltre a contributi di Federica Benedetti, Marco Boscarato, Francesco Carbognin, Matteo Giancotti, Pietro Gibellini, Paolo Leoncini, Michela Manente, Clelia Martignoni, Roberto Nassi, Alessandra Pellizzari, Martin Rueff, Alessandro Scarsella, Francesca Seaman, Filippo Secchieri, Edda Serra, Giovanni Turra, Matteo Vercesi, Gian Mario Villalta, Tiziano Zanato.
Gli sono stati conferiti vari riconoscimenti: fra gli altri nel 1988 per Al tràgol jért una menzione speciale al Premio “Città di Thiene”, assegnato a Andrea Zanzotto per la sezione dialettale di Idioma, e due anni dopo lo stesso premio per la plaquette Senċ. Pur se dopo la perdita della figlia Silvia egli ne aveva interdetto per più di un decennio la partecipazione, ha avuto altri premi.
Nel 2005 gli viene conferito d’ufficio il Premio Noventa-Pascutto per l’opera poetica complessiva.
Nel dicembre 2014 gli viene consegnato il premio nazionale di poesia Biagio Marin per la raccolta Sanjut de stran; la giuria – composta da Pietro Gibellini, Franco Loi, Gianni Oliva, Giovanni Tesio e Edda Serra – motiva che «la sua è vera grande poesia. [...] Il libro si è imposto per la compattezza raggiunta a conclusione di una lunga sofferta elaborazione umana e poetica. La rappresentazione del mondo veneto, natura e paesaggio umano dentro e fuori l'orizzonte personale nel succedersi delle generazioni si addensa in un linguaggio che si direbbe materico ed evocativo».
Con la stessa raccolta ha vinto nel 2012 il Premio nazionale letterario Pisa ed è stato finalista al Premio Viareggio.
Nel 2015 la Tipoteca Italiana di Cornuda pubblica In silenzioso affiorare comprensivo di trentotto poesie, per gran parte inedite, che raccontano gli affetti dell’autore. Illustrata con gli acquerelli della moglie Danila Casagrande, l’edizione è raffinata e originale, in tiratura limitata di 600 copie, con testo composto a mano con caratteri mobili.
Nel 2016 esce la prima monografia sulla sua opera poetica, Luciano Cecchinel - Poesia. Ecologia. Resistenza di Paolo Steffan, contenente anche cinque inediti cecchineliani e una prefazione di Alessandro Scarsella.
Nell'agosto 2020 gli viene assegnato il premio Viareggio per la raccolta poetica in lingua con lacerti angloamericani Da sponda a sponda (Arcipelago Itaca, 2019), con la seguente motivazione: 
Nella raccolta Da sponda a sponda di Luciano Cecchinel, definito da Zanzotto “garante e creatore di lingua”, la giuria ha riconosciuto le “tracce” di una ricerca epica già incisa nella “babele di lingue lontane” di precedenti opere, vere e proprie radici che hanno forgiato la sua identità poetica. Autore di molti libri in cui orchestra una tastiera trilingue, Cecchinel continua qui a comporre una sinfonia di voci che risuonano nel vento del tempo, incise negli accenti della parlata veneta di Revine Lago e nei suoni italoamericani d’oltreoceano, là dove riemergono anche sogni di emigrazione. Come in uno specchio in cui si rifrangono baleni di avi, faville di passioni letterarie, musicali, bisbigli di speranze trafitte e sottratte al silenzio, la voce del poeta registra così l’attimo sempre contemporaneo della memoria, quello che unisce “due sponde” non solo geografiche. Nel terza parte della raccolta, infatti, il poema in prosa sundown medley, Cecchinel diventa il testimone di un eterno dialogo con luoghi, fatti, autori e personaggi del passato, stagliati nel “miscuglio del tramonto” che continua a illuminare il suo cielo.
Nello stesso anno Pier Vincenzo Mengaldo dichiara che tra i poeti dialettali più recenti Cecchinel, anche perché poeta di grande cultura, è senza dubbio il più interessante.

Nel dicembre del 2020 esce un numero monografico della rivista “Finnegans” sulla sua opera complessiva Nel giugno del 2022 gli è stato conferito dall’Università di Bologna il premio Alma Mater – Violani Landi alla carriera per la poesia.

### Cecchinel in musica e video
Dopo l'uscita della raccolta Lungo la traccia, alcuni testi della quale sono ispirati alla tradizione del blues e del folk americani, il Circolo Attoriale "Altinate" ha realizzato un recital musicato (country, blues, folk rock, canti patriottici americani) messo in scena in occasione del convegno mestrino del 2009. Successivamente i musicisti Francesca Gallo e Andrea Facchin hanno a loro volta restituito le atmosfere sonore di Lungo la traccia attraverso la composizione dello spettacolo omonimo, con voce recitante dell'attore Sandro Buzzatti. La poesia Ohio State di Lungo la traccia, musicata da Andrea Facchin in occasione dello spettacolo con Buzzatti, è stata poi registrata dalla band Mr. Wob & the Canes ed inserita nel loro secondo album The Ghost of Time.
Nel 2007 per la poesia A ciascuno il suo è stato girato un video per la regia di Andrea Princivalli, con protagonista il poeta stesso. (link al video su Vimeo)
Nel 2014 il gruppo Le Ombre di Rosso ha musicato alcune poesie della raccolta, al tempo ancora inedita, Da sponda a sponda di Cecchinel, dando vita a due brani intitolati La stazione abbandonata e Bisbigli. La collaborazione tra il gruppo e il poeta è continuata negli anni seguenti, dando a origine al disco Da sponda a sponda, pubblicato il 21 marzo del 2021.

## Cronologia delle opere
Di seguito, la cronologia aggiornata delle raccolte e plaquette pubblicate da Luciano Cecchinel:
- Al tràgol jért. L'erta strada da strascino 1972-1984, Pederobba, I.S.Co., 1988
- Senċ, Conegliano, El levante por el poniente, 1990
- Testamenti, Milano, "en plein", 1997 (con un disegno di Vittorio Schweiger)
- Al tràgol jért. L'erta strada da strascino. Poesie venete 1972-1992, edizione riveduta e ampliata. Postfazione di Andrea Zanzotto, Milano, All'insegna del pesce d'oro di Vanni Scheiwiller, 1998
- Lungo la traccia, Torino, Einaudi, 2005
- Perché ancora / Pourquoi encore, note di Claude Mouchard e Martin Rueff, Vittorio Veneto, Istituto per la Storia della Resistenza e della Società Contemporanea del Vittoriese, 2005
- Parole residue (1989-2005), poesie di Luciano Cecchinel e un'incisione di Giordano Perelli, Casette d'Ete, La Luna, Quaderni delle Grafiche Fioroni, 2006
- Sul limite, una poesia di Luciano Cecchinel e un'acquaforte di Giordano Perelli, Fano, Nuove Carte, 2007
- Le voci di Bardiaga, Rovigo, Il Ponte del Sale, 2008
- parlar cròt (parlare malato), a cura di Matteo Vercesi, nota critica di Alessandro Scarsella, Venezia, Tipografia L'Artigiana, 2009 (con in copertina un'acquaforte di Luigi Marcon)
- Sanjut de stran, prefazione di Cesare Segre, Venezia, Marsilio, 2011
- Poesie, Chioggia-Venezia, Damocle Edizioni, 2012
- In silenzioso affiorare, prefazione di Silvio Ramat, con sei acquerelli di Danila Casagrande, Cornuda (Tv), Tipoteca Italiana, 2015
- Da un tempo di profumi e gelo, postfazione di Rolando Damiani, Faloppio (Co), LietoColle, 2016
- La parabola degli eterni paesani, Milano, Marcos y Marcos, 2018
- Da sponda a sponda, Arcipelago Itaca Edizioni, Osimo 2019
- Per i giovani figli perduti – Antologia di poesie e prose (a cura di), Ronzani Editore 2022